# Mesterholdenes Europa Cup i håndbold 1984-85 (mænd)
Mesterholdenes Europa Cup i håndbold 1984–85 for mænd var den 25. udgave af Mesterholdenes Europa Cup i håndbold for mænd. Turneringen havde deltagelse af 25 klubhold, som sæsonen forinden var blevet nationale mestre, samt de tjekkoslovakiske sølvvindere, eftersom det tjekkoslovakiske mesterhold, Dukla Praha, automatisk var kvalificeret til turneringen som forsvarende mestre. Turneringen blev afviklet som en cupturnering, hvor opgørene blev afgjort over to kampe (ude og hjemme).
Turneringen blev vundet af RK Metaloplastika fra Jugoslavien, som i finalen over to kampe besejrede Atletico Madrid fra Spanien med 49-32. Det var første gang at RK Metaloplastika vandt Mesterholdenes Europa Cup, men holdet havde sæsonen inden været i finalen.
Danmarks repræsentant i turneringen var Gladsaxe/HG, som blev slået ud i kvartfinalen af de senere finalister Atletico Madrid, som vandt med 48-23 over to kampe.

## Resultater

### 1/16-finaler
| Dato   | Dato   | Hjemmehold i 1. kamp | Udehold i 1. kamp | Resultat | Resultat | Resultat |
| 1.kamp | 2.kamp | Hjemmehold i 1. kamp | Udehold i 1. kamp | Samlet   | 1.kamp   | 2.kamp   |
| ------ | ------ | -------------------- | ----------------- | -------- | -------- | -------- |
| ?      | ?      | TJ Škoda Plzeň       | HC Initia Hasselt | 28–27    | 16-13    | 12-14    |
| ?      | ?      | Steaua Bucuresti     | AS Ionikos        | 66–41    | 36-25    | 30-16    |
| ?      | ?      | SKA Minsk            | BK-46             | 77–50    | 37-28    | 40-22    |
| ?      | ?      | FH                   | Kolbotn IL        | 73–47    | 34-16    | 39-31    |
| ?      | ?      | HV Herschi Geleen    | Liverpool HC      | 53–19    | 23-10    | 30-90    |
| ?      | ?      | SMUC                 | Cierre Scafati    | 45–43    | 24-16    | 21-27    |
| ?      | ?      | CSKA Sofia           | Hortas Yenisehir  | 55–38    | 30-20    | 25-18    |
| ?      | ?      | HB Dudelange         | RTV 1879 Basel    | 22–38    | 13-16    | 09-22    |
| ?      | ?      | SC Magdeburg         | ATSE Graz         | 57–38    | 28-19    | 29-19    |
| ?      | ?      | Atletico Madrid      | Hapoel Rechovot   | 38–24    | 17-12    | 21-12    |

### 1/8-finaler
| Dato   | Dato   | Hjemmehold i 1. kamp | Udehold i 1. kamp | Resultat | Resultat | Resultat |
| 1.kamp | 2.kamp | Hjemmehold i 1. kamp | Udehold i 1. kamp | Samlet   | 1.kamp   | 2.kamp   |
| ------ | ------ | -------------------- | ----------------- | -------- | -------- | -------- |
| ?      | ?      | RK Metaloplastika    | TJ Škoda Plzeň    | 64–44    | 36-18    | 28-26    |
| 18.11. | ?      | SKA Minsk            | Steaua Bucuresti  | 46–48    | 24-26    | 22-22    |
| ?      | ?      | Budapest Honvéd      | FH                | 51–53    | 29-27    | 22-26    |
| ?      | ?      | HV Herschi Geleen    | SMUC              | 45–43    | 24-20    | 21-23    |
| ?      | ?      | GKS Wybrzeże         | Dukla Praha       | 44–49    | 24-25    | 20-24    |
| 18.11. | ?      | CSKA Sofia           | TV Grosswallstadt | 31–38    | 17-12    | 14-26    |
| ?      | ?      | RTV 1879 Basel       | Gladsaxe/HG       | 38–45    | 18-25    | 20-20    |
| ?      | ?      | Atletico Madrid      | SC Magdeburg      | 43–41    | 28-16    | 15-25    |

### Kvartfinaler
| Dato   | Dato   | Hjemmehold i 1. kamp | Udehold i 1. kamp | Resultat | Resultat | Resultat |
| 1.kamp | 2.kamp | Hjemmehold i 1. kamp | Udehold i 1. kamp | Samlet   | 1.kamp   | 2.kamp   |
| ------ | ------ | -------------------- | ----------------- | -------- | -------- | -------- |
| ?      | ?      | RK Metaloplastika    | Steaua Bucuresti  | 44–37    | 24-19    | 20-18    |
| ?      | ?      | FH                   | HV Herschi Geleen | 48–40    | 24-16    | 24-24    |
| ?      | ?      | TV Grosswallstadt    | Dukla Praha       | 38–45    | 23-21    | 15-24    |
| ?      | ?      | Gladsaxe/HG          | Atletico Madrid   | 23–48    | 11-27    | 12-21    |

### Semifinaler
| Dato   | Dato   | Hjemmehold i 1. kamp | Udehold i 1. kamp | Resultat | Resultat | Resultat |
| 1.kamp | 2.kamp | Hjemmehold i 1. kamp | Udehold i 1. kamp | Samlet   | 1.kamp   | 2.kamp   |
| ------ | ------ | -------------------- | ----------------- | -------- | -------- | -------- |
| ?      | 27.3.  | RK Metaloplastika    | FH                | 62–38    | 32-17    | 30-21    |
| 23.3.  | ?      | Atletico Madrid      | Dukla Praha       | 33–32    | 16-14    | 17-18    |

### Finale
| Dato   | Dato   | Hjemmehold i 1. kamp | Udehold i 1. kamp | Resultat | Resultat | Resultat |
| 1.kamp | 2.kamp | Hjemmehold i 1. kamp | Udehold i 1. kamp | Samlet   | 1.kamp   | 2.kamp   |
| ------ | ------ | -------------------- | ----------------- | -------- | -------- | -------- |
| 13.4.  | 20.4.  | RK Metaloplastika    | Atletico Madrid   | 49–32    | 19-12    | 30-20    |